# Anaerythrops lanei
Anaerythrops lanei är en tvåvingeart som beskrevs av Barretto 1948. Anaerythrops lanei ingår i släktet Anaerythrops och familjen bromsar. Inga underarter finns listade i Catalogue of Life.